# Groupe de coordination pour les satellites météorologiques
Pour Copy Generation Management System, voir CGMS.
Le Groupe de coordination pour les satellites météorologiques (sigle anglophone CGMS) est une organisation internationale créée en 1972 pour coordonner les systèmes satellitaires qui soutiennent la météorologie opérationnelle mondiale.

## Description
Le CGMS a vu le jour le 19 septembre 1972, lorsque des représentants du Conseil européen de recherches spatiales (composante depuis 1975 de l'Agence spatiale européenne), du Japon, des États-Unis d'Amérique et des observateurs de l'Organisation météorologique mondiale (OMM) et du Joint Planning Staff pour le Global Atmospheric Research Program, se snot réuni à Washington pour discuter des questions de compatibilité entre les satellites météorologiques géostationnaires,.
Depuis sa création, le mandat du CGMS a été étendu pour inclure les satellites météorologiques en orbite terrestre basse et pour couvrir d'autres domaines de la surveillance environnementale spatiale opérationnelle ainsi que la météorologie spatiale.observations des satellites.
En 2021, le CGMS compte comme membres 14 agences spatiales nationales et intergouvernementales, ainsi que l'Organisation météorologique mondiale et la Commission océanographique intergouvernementale :
| Organisation | Nom complet                                                                   | Année d'adhésion |
| ------------ | ----------------------------------------------------------------------------- | ---------------- |
| CMA          | Agence météorologique chinoise                                                | 1989             |
| CNES         | Centre national d’études spatiales                                            | 2004             |
| CNSA         | Administration spatiale nationale chinoise                                    | 2006             |
| ESA          | Agence spatiale européenne                                                    | 2003             |
| EUMETSAT     | Organisation européenne pour l'exploitation des satellites météorologiques    | 1987             |
| IMD          | Service météorologique indien                                                 | 1979             |
| IOC-UNESCO   | Commission océanographique intergouvernementale - UNESCO                      | 2001             |
| ISRO         | Organisation indienne pour la recherche spatiale                              | 2015             |
| JAXA         | Agence d'exploration aérospatiale japonaise                                   | 2003             |
| JMA          | Agence météorologique du Japon                                                | 1972             |
| KMA          | Administration météorologique coréenne                                        | 2005             |
| NASA         | National Aeronautics and Space Administration                                 | 2003             |
| NOAA         | National Oceanic and Atmospheric Administration                               | 1972             |
| ROSCOSMOS    | Entreprise d'État pour les activités spatiales russe                          | 2003             |
| ROSHYDROMET  | Service fédéral russe d'hydrométéorologie et de surveillance environnementale | 1973             |
| OMM          | Organisation météorologique mondiale                                          | 1973             |

## Mission
La mission de CGMS est soutenir la surveillance et les prévisions météorologiques opérationnelles en coordonnant les systèmes satellitaires de ses membres, en protégeant les actifs en orbite, en formant les utilisateurs selon les besoins, en développant l'accès partagé et l'utilisation de données et de produits satellitaires dans diverses applications. Le CGMS fournit un forum pour l'échange d'informations techniques sur les systèmes de satellites météorologiques géostationnaires et en orbite polaire, les missions de recherche et développement, les plans futurs, les questions de télécommunications, les opérations, l'interétalonnage des capteurs, les algorithmes de traitement, les produits et leur validation, les formats de transmission de données et les futures normes de transmission de données.
Le CGMS harmonise autant que possible les paramètres de mission des satellites météorologiques (tels que les orbites, les capteurs, les formats de données et les fréquences de liaison descendante). Il encourage la complémentarité, la compatibilité et une éventuelle sauvegarde mutuelle en cas de défaillance du système grâce à une planification de mission coopérative, des produits et services de données météorologiques compatibles et la coordination des activités spatiales et liées aux données, complétant ainsi le travail d'autres mécanismes internationaux de coordination des satellites.